# Zhou Yafei
Zhou Yafei (周雅菲S, Zhōu YǎfēiP; Qingdao, 17 gennaio 1984) è una nuotatrice cinese. Ha rappresentato la Cina ai Giochi olimpici estivi di Atene 2004 e Pechino 2008, vincendo la medaglia di bronzo nella staffetta 4x100 m misti in quest'ultima edizione.

## Palmarès
- Giochi olimpici

Pechino 2008: bronzo nella 4x100m misti.
- Mondiali

Barcellona 2003: oro nella 4x100m misti, bronzo nei 200m misti e nella 4x200m sl.
Montreal 2005: bronzo nella 4x200m sl.
Melbourne 2007: bronzo nella 4x100m misti.
Roma 2009: argento nei 50m farfalla.
- Mondiali in vasca corta

Shanghai 2006: bronzo nella 4x100m misti.
- Giochi asiatici

Busan 2002: oro nei 100m farfalla e nella 4x100m misti, argento nei 200m misti e bronzo nei 400m misti.
Doha 2006: oro nei 100m farfalla e nella 4x100m misti.